# ルドルフ・クライン＝ロッゲ
フリードリヒ・ルドルフ・クライン＝ロッゲ（Friedrich Rudolf Klein-Rogge、1885年11月24日 - 1955年5月29日）は、ドイツの俳優。ケルン出身。

## 来歴
1914年に脚本家であるテア・フォン・ハルボウと結婚し、彼女の脚本による作品へ多く出演することになる。フォン・ハルボウの脚本の多くはフリッツ・ラングへ提供され、彼もまた多くのラング作品に出演した。『ドクトル・マブゼ』のマブゼ博士役が彼の代表的な役の一つである。なお、フォン・ハルボウはクライン＝ロッゲと離婚後にフリッツ・ラングと再婚した。

## 出演作品
- 怪人マブゼ博士
- ヴォルガ
- スピオーネ
- メトロポリス（ロートヴァング(ロトワング)）
- 海賊ピエトロ
- ニーベルンゲン／クリームヒルトの復讐
- ニーベルンゲン／ジークフリート
- 化石騎士
- ドクトル・マブゼ
- 死滅の谷
- 思ひ出の曲